# Bê

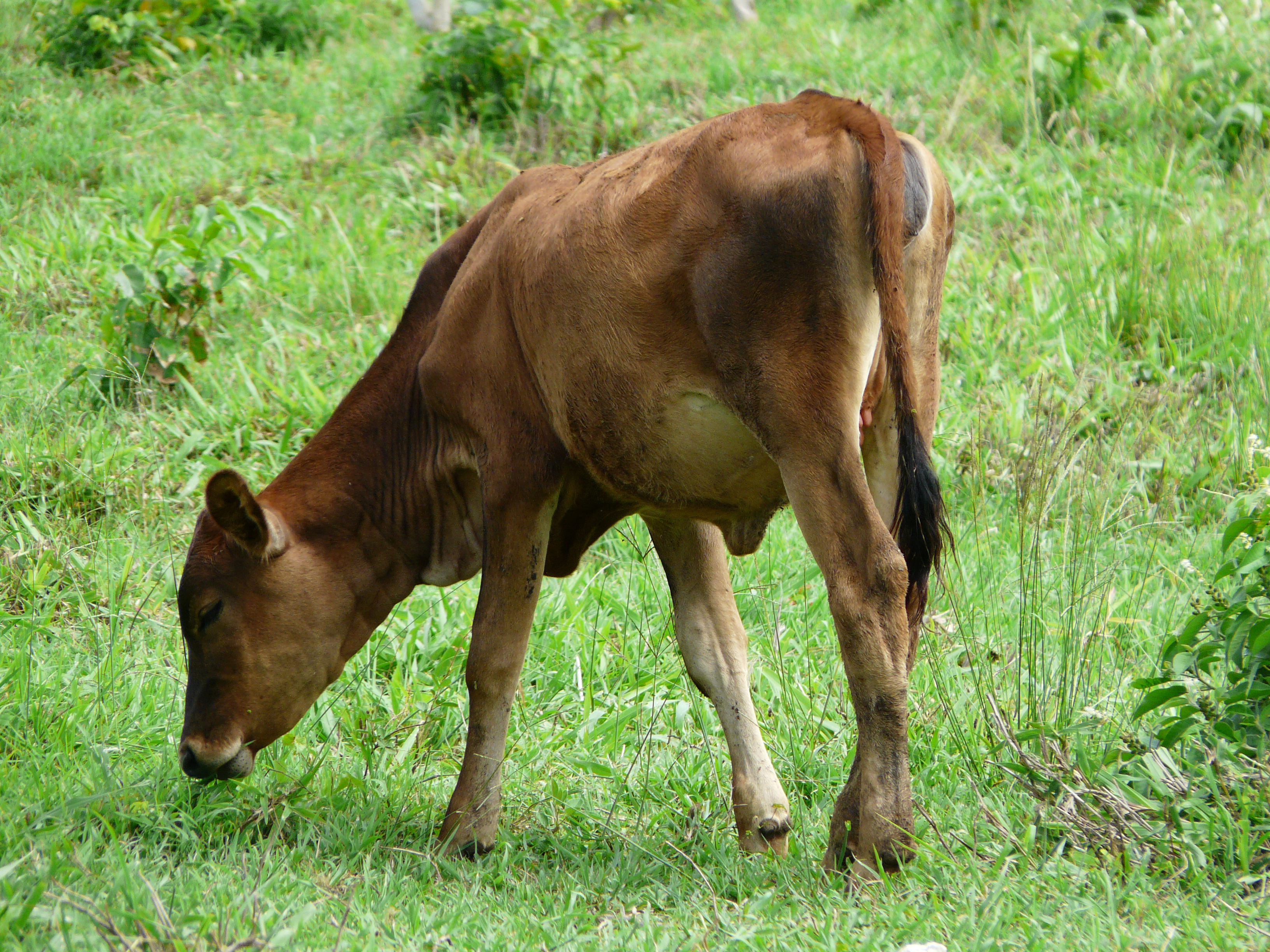
Một con bê

Bê hay bò con là những con bò còn non hoặc sắp trưởng thành với đặc điểm là không có sừng. Về cơ bản, thuật ngữ bê và bò tơ đều chỉ những con bò non chưa trưởng thành hoặc thuần thục trong sinh sản. Tuy vậy có thể phân biệt tương đối theo đó, bò tơ là bò ở giai đoạn khoảng 5 tháng rưỡi, trọng lượng 50–60 kg con, nó là những con bò đang ở lứa tuổi vừa mới lớn chứ chưa trưởng thành, có thịt mềm, ngon, đậm vị và thơm, thịt bò đạt được độ ngon và thơm ngọt trong khi bê thì khoảng nhỏ hơn chỉ khoảng 40 kg, thịt bê bở và không ngọt bằng bò tơ. Bò tơ là giống bò non, mỗi con chỉ khoảng 30 – 40 kg, thịt mềm và thơm, thịt bò tơ lúc mới lột da nhìn trắng như thịt heo, khi ăn rất mềm, thơm mùi sữa và bổ, khác hẳn với thịt bò đực già 2 năm tuổi, ăn rất dai và không thơm.

## Ra đời
Thông thường mỗi một con bò một lần sinh chỉ sinh được một con bê trong một lứa và trọng lượng bê tùy vào giống bò nhưng một con bê khi sinh khoảng 10kg, tuy nhiên cũng có trường hợp hiếm gặp được ghi nhận tại Thanh Hóa, Việt Nam khi con bò mẹ của gia đình ở lứa đầu tiên đã đẻ liền ba con (sinh ba) trong đó con bê thứ ba đã chết vì ngạt thở.
Ngoài ra, trên thế giới cũng ghi nhận những hiện tượng bê con quái thai khi chào đời do sự phân chia trứng không đều trong quá trình bò mẹ bắt đầu mang thai, từng có chú bê vừa mới chào đời ở New Zealand với thân hình dị dạng gồm 2 thân, 4 tai và 8 chân, chú bê chết ít lâu sau khi chào đời, tại Thụy Sĩ cũng có một chú bê sinh ra với 6 chân, và một chú bê với 2 đầu cũng đã chào đời ở bang Georgia, Mỹ và hai đầu của con bê có thể hoạt động và ăn uống bình thường. Cũng được ghi nhận một số dị tật bẩm sinh ở nghé, chẳng hạn bất thường khi di chuyển
Ngoài tự nhiên, khi mới sinh thì bê con rất dễ gặp nguy hiểm do các loài thú ăn thịt rình rập bắt. Bê con mới chào đời rất yếu ớt, sức đề kháng kém. Hành động gần như đầu tiên của bê con là tập tễnh đúng dậy và tìm bầu vú của bò mẹ. Sữa đầu (sữa non) có chứa nhiều dưỡng chất dễ tiêu hóa, nhuận tràng, nhiều vitamin A và nhất là hàm lượng kháng thể cao, giúp chống lại nhiều loại bệnh tật khi bê mới chào đời. Bê con bú sữa vào ngày thứ tư, thứ năm khoảng 5 lít/ngày và được giữ cho đến khoảng 4 tuần tuổi. Sau đó lượng sữa cho bú sẽ giảm dần và kết thúc khoảng tuần thứ 10 trong khi nó sẽ ăn cỏ sẽ tăng dần lên và thay thế hoàn toàn.

## Chăm sóc

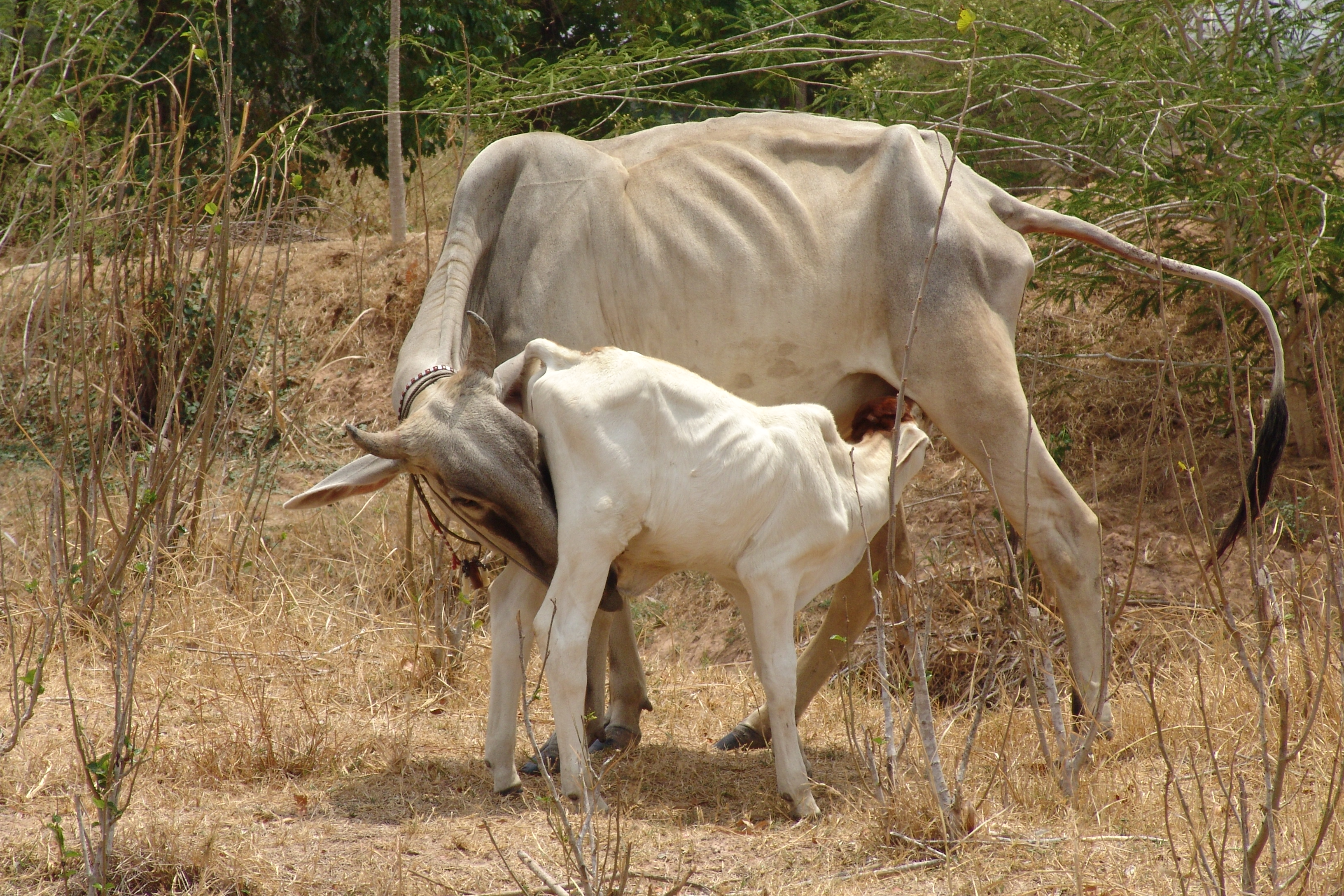
Một con bê đang bú sữa mẹ

Chăm sóc bê sơ sinh là công việc rất phức tạp, để bê con có thể mạnh khỏe phát triển ngay từ khi mới sinh ra thì phải thực hiện nhiều thao tác. Lúc sinh thì sức đề kháng của bê con lúc chào đời vẫn còn yếu do đó chuồng trại ẩm ướt, dơ bẩn dễ làm bê con cảm lạnh và mắc nhiều chứng bệnh do đó phải vệ sinh chuồng trại để giúp bê có môi trường sống tốt nhất. Cuống rốn bê sau khi sinh dễ dàng bị vi trùng xâm nhập vào cơ thể bê con và gây bệnh do đó cần vệ sinh ngay. Bê con phải được bú sữa đầu tuy nhiên cần lưu ý là không cho bê bú quá nhiều sữa dẫn đên rối loạn tiêu hóa.
Một công đoạn quan trọng khác là việc tách bê con khỏi mẹ, sau khi sinh, bê con cần tách khỏi mẹ ngay bê con không bú sữa mẹ trực tiếp sẽ dễ tập bú bình hoặc uống sữa trong xô, việc tách bê nhằm mục đích cho bò mẹ dễ hòa nhập trở lại đàn và sinh sản trở lại (đối với bò giống, bò thịt) và để bò mẹ vẫn có thể cho sữa mà không cần có phản xạ thúc vú của bê con (đối với bò sữa). Ở Ấn Độ có trường hợp phụ nữ cho một con bê mồ côi bú sữa sau khi mẹ nó qua đời lúc nó mới được 3 ngày tuổi do Người Hindu coi bò là một động vật linh thiêng cho nên bà này nghĩ rằng Thần thánh sẽ hài lòng khi bà chăm sóc bê. Một trường hợp khác, Sabrina Boing Boing, người mẫu và DJ nghiệp dư ở Brazil vén áo lên để cho một con bê bú sữa trong bầu ngực căng tròn của mình ngay bên vệ đường.
Sau khi tách bê thì cần thực hiện việc cai sữa bê con để tập cho bê ăn thức ăn thô sớm sẽ kích thích dạ cỏ phát triển, sẵn sàng cho việc tiêu hóa cỏ xanh và nhai lại sau này, sau đó sẽ thực hiện việc trui sừng là cách để sừng bê không mọc được để bê không đánh nhau có thể gây thương tích và cơ thể bê không tốn năng lượng để nuôi sừng.

## Đặc sản

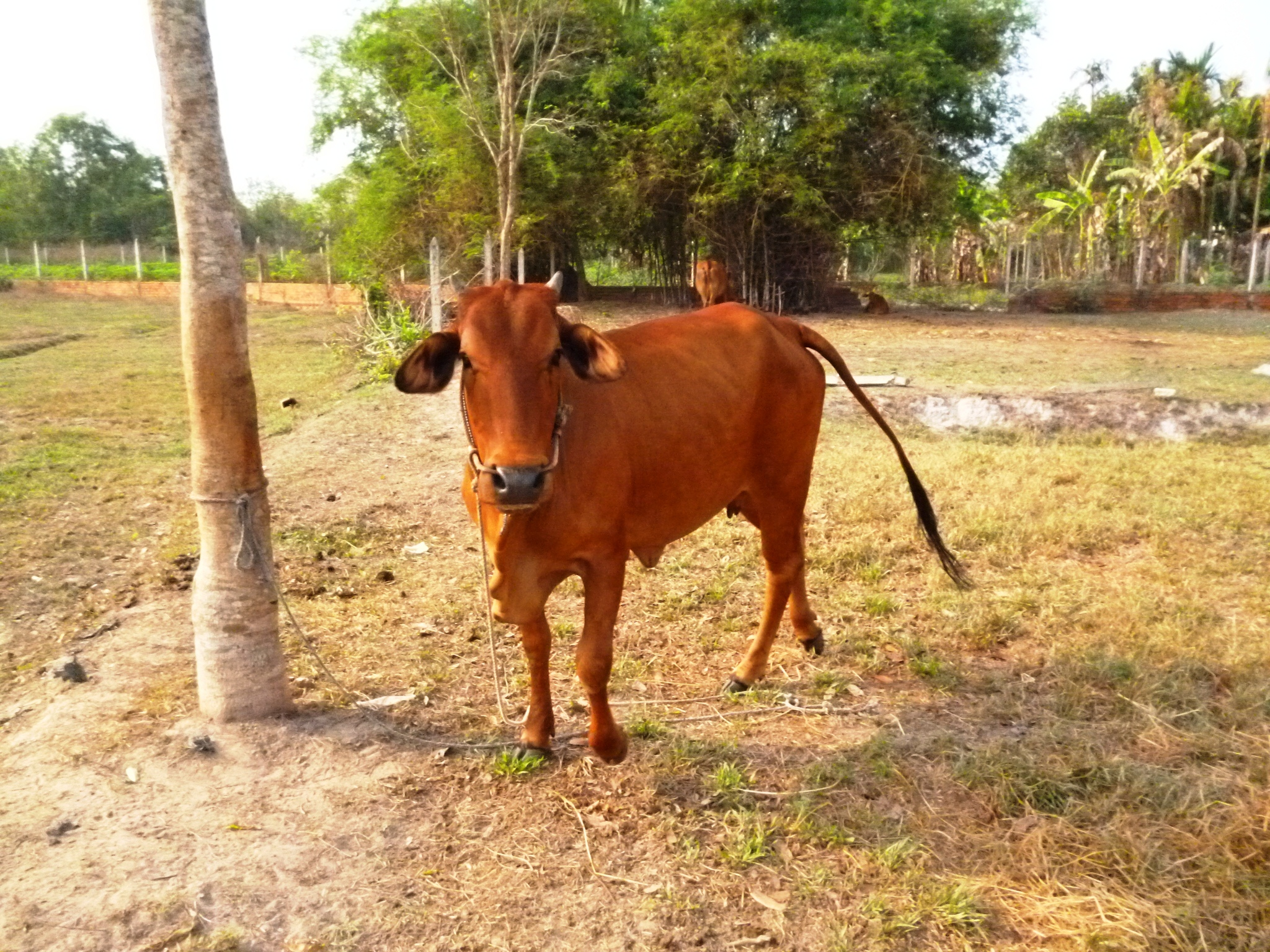
Hình chụp một con bò tơ ở Củ Chi

Bê hay bò tơ là một đặc sản trong đó thịt bê ngon ở Việt Nam được biết nhiều là bê thui Cầu Mống và bò tơ Củ Chi, trong đó đặc sản “bò tơ Củ Chi” bắt đầu nổi tiếng và lan rộng khắp miền Nam. nhu cầu mua bò tơ (bê non) tăng lên đột biến, khiến con bò lên giá mạnh. Ở huyện Củ Chi, nông dân bắt đầu nuôi bò vàng, bò thịt từ cách đây vài chục năm, đa phần nuôi theo kiểu truyền thống, tức là bò cái thì để làm giống, sinh sản, bò đực nuôi từ 1,5- 2 năm thì bán thịt, lợi nhuận cũng không đáng kể, người nuôi lấy công làm lãi. Nay, người ta biết đến bò Củ Chi nhiều hơn thông qua món ăn đặc sản Bò tơ Củ Chi.
Ban đầu, nó mới chỉ nhen nhóm ở quanh khu vực thị trấn và các xã lân cận, với số lượng cũng hạn hẹp. Nhưng tới nay, nó đã có mặt tại nhiều địa điểm ăn uống lớn ở Sài Gòn. Giá bò tơ (bê non) vốn chỉ từ 7–8 triệu đồng/con đã tăng lên 12- 13 triệu đồng/con. Nhiều nông dân nuôi bò thịt tại địa bàn cũng quan tâm và chăm chút hơn cho những chú bê mới sinh. Bò tơ tương đối dễ nuôi, ít bệnh, mà giá lại cao. Anh nắm rất chắc kỹ thuật nuôi bò thịt. Bê con khi mới sinh bú hoàn toàn bằng sữa mẹ cho tới 3 - 4 tháng đầu tiên, bê ăn cỏ, uống nước cám, chăn dắt thường xuyên mỗi chiều. Vào cuối tháng thứ 5 cho tới tháng 6 thì bê con có thể bán lấy thịt. Lúc này giá vào khoảng 200 ngàn đ/kg, bê con khoảng 60 – 70 kg thịt, được từ 12 – 14 triệu đồng/con
Miếng thịt bò mềm, ngọt, thơm đượm mùi sữa kết hợp cùng vị thanh mát của rau, dẻo dai của bánh tráng, đậm đà của mắm nêm làm nên đặc sản bò tơ Củ Chi. Thịt bò non bình thường đã rất thơm ngon nhưng bò tơ nuôi ở Củ Chi còn có hương vị đặc trưng làm cho món ăn ngon hơn. Các món ăn chế biến từ thịt bò tơ cũng dễ ăn và tùy thuộc vào khí hậu thời tiết mà chủ quán chế biến cho phù hợp. Khác với thịt bò ở các vùng khác, thịt bò tơ Củ Chi mới có độ mềm, ngọt tự nhiên, thoảng mùi thơm của sữa mà không cần qua các khâu chế biến phức tạp nào.
Người có kinh nghiệm sẽ dễ dàng nhận biết thịt bò tơ ngon nhờ nhìn bằng mắt và lấy tay sờ. Thịt bò tơ mềm khác hoàn toàn với bò đực 1,5-2 năm tuổi. Lớp da của bò tơ rất mỏng, chừng 0,2-0,5 cm, trong khi bò đực thì phải dày đến cả đốt ngón tay. Sau nhiều công đoạn như xác định chất lượng, độ tươi, mềm, thịt đem về được thui vàng, cạo lớp da ngoài và để vào ngăn lạnh để chờ chế biến. Từ đây, thịt bò có thể được biến tấu thành hàng trăm món ăn khác nhau để phục vụ thực khách.

## Trong văn hóa
Trong văn hóa, có một số thành ngữ, tục ngữ liên quan đến gia súc còn non như:
- Nghé con không sợ hổ: Ám chỉ sự thiếu trải nghiệm nên không lường trước hoặc chủ quan trước những hậu họa.
- Cưa sừng làm nghé: Chế diễu những người phụ nữ đứng tuổi nhưng làm những việc để hồi xuân, trẻ lại
- Ngựa non háu đá: Chỉ sự nông nổi, bồng bột, máu ăn thua của những người còn non trẻ, nhẹ dạ
- Con nai tơ ngơ ngác, đạp lên lá vàng khô (Lưu Trọng Lư)
- Cáo già giả dạng nai tơ